# Henry Howard (Maler)

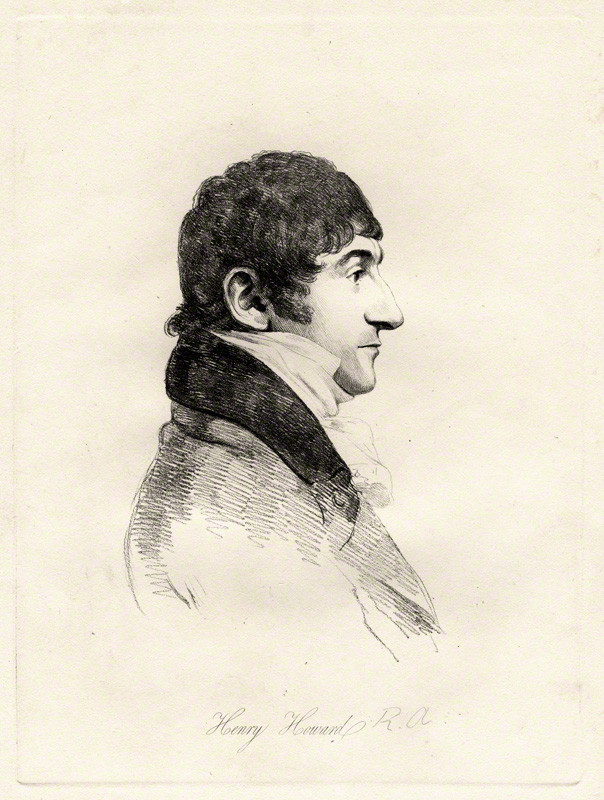
Porträt von Henry Howard von George Dance dem Jüngeren (1741–1825), Stich von William Daniell (1769–1837)

Henry Howard (* 31. Januar 1769 in London; † 5. Oktober 1847 in Oxford) war ein britischer Historien- und Bildnismaler.

## Leben
Howard war der Sohn eines Kutschenbauers, besuchte eine Schule in Hounslow und wurde im Alter von siebzehn Jahren Schüler von Philip Reinagle, dessen Tochter er später heiratete. Im Jahr 1788 begann er ein Studium an der Royal Academy of Arts, wo er 1790 eine Silbermedaille für die beste Zeichnung nach dem Leben und die Goldmedaille für die historische Malerei erhielt, die eine Szene aus dem Drama Caractacus von William Mason (1724–1797) darstellte. 1791 reiste er mit einem Empfehlungsschreiben von Sir Joshua Reynolds an Baron Hervey, damaliger britischer Minister in Florenz, nach Italien. In Rom lernte er  John Flaxman und John Deare (1759–1798) kennen und studierte ihre Werke der Bildhauerei. Im Jahr 1792 fertigte er in Rom den Dream of Cain (Traum Kains) aus Salomon Gessners Tod Abels (1758), dass er im Wettbewerb um ein Wanderstudium an die Royal Academy nach England sandte. Sein Bild erhielt auch den ersten Preis, die Stipendiumsstelle wurde jedoch an den zweiten, aber weniger wohlhabenden Kandidaten vergeben. 1794 kehrte er über Wien und Dresden nach England zurück und stellte seine Werke in mehreren Ausstellungen aus. Im Jahr 1800 wurde zum Associate der Royal Academy gewählt. 1808 wurde er Mitglied der Akademie und 1811 Sekretär und Professor der Malerei an derselben.

## Familie
Im Jahr 1801 oder 1803 heiratete er Jane (geborene Reinagle), eine der neun Töchter Philip Reinagle und seiner Ehefrau Jane (geborene Austin). Das Paar hatte vier Töchter und drei Söhne:
- Frank Howard (geboren 1805 in London, gestorben 1866 in Liverpool)[3] war sein Schüler. Er wurde gleichfalls Maler und Zeichner und gab die Vorlesungen seines Vaters über Malereiheraus (London 1848, 2 Bände).

Der Maler Ramsay Richard Reinagle war sein Schwager.

## Werke (Auswahl)
Howard verband mit ansprechender Technik ein zartes und poetisches Gefühl.
- 1788: Caractacus recognising the Dead Body of his Son (Caractacus erkennt den Leichnam seines Sohnes)
- Heor and Leander (Hero und Leander)
- Lear and Cordelia (König Lear)
- Die Horen
- Die Lautenschlägerin
- Die Geburt der Venus